# Finarfin
Finarfin es un personaje ficticio que forma parte del legendarium creado por el escritor británico J. R. R. Tolkien y que aparece en su novela El Silmarillion. Es un elfo del clan Noldor, hijo del rey Finwë e Indis, hermano de Fingolfin y medio hermano de Fëanor.
Nació en Aman con el nombre de Arafinwë, que significa «noble Finwë» en la lengua quenya. Finarfin es una traducción al sindarin de este. 
Era el más hermoso y el más sabio de corazón de los hijos de Finwë, luego fue amigo de los hijos de Olwë y se casó con Eärwen, la doncella cisne de Alqualondë, hija de Olwë y sus hijos fueron Finrod, Orodreth (en otras versiones de la historia Orodreth es hijo de Angrod), Angrod, Aegnor y Galadriel.

## Descripción
Es un elfo medio Noldor por parte de padre y medio Vanyar por parte de madre. En el ensayo «La marca de Fëanor», escrito en 1968 y recogido años después por el tercer hijo y principal editor del autor, Christopher Tolkien, en Los pueblos de la Tierra Media, J. R. R. Tolkien describió a Finarfin como «parecido a la familia de su madre en mente y cuerpo», por su cabello rubio, «un temperamento noble y gentil», y por el amor que profesaba hacia los valar. No solía inmiscuirse en las contiendas de sus dos hermanos mayores y a menudo visitaba a los Teleri en Alqualondë, donde conoció a su esposa y de quien aprendió su lengua, el telerin.

### Familia
Finarfin es el menor de los dos hijos que Finwë, rey de los elfos Noldor, concibió con Indis, su segunda esposa y pariente del rey Ingwë de los Vanyar. Su hermano mayor es Fingolfin, aunque J. R. R. Tolkien mencionó en «La marca de Fëanor» a dos hermanas, Findis e Irimë, que no aparecieron en la versión de El Silmarillion publicada. Fëanor es su medio hermano, pues es hijo de Finwë y de su primera esposa, Míriel. Se casó con Eärwen, hija del rey Olwë y por tanto princesa de los Teleri, con quien tuvo cinco hijos: Finrod, Orodreth, Angrod y Aegnor, todos ellos varones, y Galadriel, la única mujer.
| Finwë | Finwë | Finwë | Finwë | Finwë  | Finwë  |        |        | Míriel | Míriel | Míriel | Míriel | Míriel | Míriel |        |        |        |        | Finwë     | Finwë     | Finwë     | Finwë     | Finwë     | Finwë     |          |          | Indis    | Indis    | Indis    | Indis    | Indis    | Indis    |        |        |        |        |        |        |        |        |        |        |        |        |  |  |           |           |           |           |           |           |
| Finwë | Finwë | Finwë | Finwë | Finwë  | Finwë  |        |        | Míriel | Míriel | Míriel | Míriel | Míriel | Míriel |        |        |        |        | Finwë     | Finwë     | Finwë     | Finwë     | Finwë     | Finwë     |          |          | Indis    | Indis    | Indis    | Indis    | Indis    | Indis    |        |        |        |        |        |        |        |        |        |        |        |        |  |  |           |           |           |           |           |           |
|       |       |       |       |        |        |        |        |        |        |        |        |        |        |        |        |        |        |           |           |           |           |           |           |          |          |          |          |          |          |          |          |        |        |        |        |        |        |        |        |        |        |        |        |  |  |           |           |           |           |           |           |
|       |       |       |       |        |        |        |        |        |        |        |        |        |        |        |        |        |        |           |           |           |           |           |           |          |          |          |          |          |          |          |          |        |        |        |        |        |        |        |        |        |        |        |        |  |  |           |           |           |           |           |           |
|       |       |       |       | Fëanor | Fëanor | Fëanor | Fëanor | Fëanor | Fëanor |        |        |        |        |        |        |        |        | Fingolfin | Fingolfin | Fingolfin | Fingolfin | Fingolfin | Fingolfin |          |          | Finarfin | Finarfin | Finarfin | Finarfin | Finarfin | Finarfin |        |        | Eärwen | Eärwen | Eärwen | Eärwen | Eärwen | Eärwen |        |        |        |        |  |  |           |           |           |           |           |           |
|       |       |       |       | Fëanor | Fëanor | Fëanor | Fëanor | Fëanor | Fëanor |        |        |        |        |        |        |        |        | Fingolfin | Fingolfin | Fingolfin | Fingolfin | Fingolfin | Fingolfin |          |          | Finarfin | Finarfin | Finarfin | Finarfin | Finarfin | Finarfin |        |        | Eärwen | Eärwen | Eärwen | Eärwen | Eärwen | Eärwen |        |        |        |        |  |  |           |           |           |           |           |           |
|       |       |       |       |        |        |        |        |        |        |        |        |        |        |        |        |        |        |           |           |           |           |           |           |          |          |          |          |          |          |          |          |        |        |        |        |        |        |        |        |        |        |        |        |  |  |           |           |           |           |           |           |
|       |       |       |       |        |        |        |        |        |        |        |        |        |        |        |        |        |        |           |           |           |           |           |           |          |          |          |          |          |          |          |          |        |        |        |        |        |        |        |        |        |        |        |        |  |  |           |           |           |           |           |           |
|       |       |       |       |        |        |        |        |        |        |        |        |        |        |        |        |        |        |           |           |           |           |           |           |          |          |          |          |          |          |          |          |        |        |        |        |        |        |        |        |        |        |        |        |  |  |           |           |           |           |           |           |
|       |       |       |       |        |        |        |        |        |        |        |        |        |        | Finrod | Finrod | Finrod | Finrod | Finrod    | Finrod    |           |           | Orodreth  | Orodreth  | Orodreth | Orodreth | Orodreth | Orodreth |          |          | Angrod   | Angrod   | Angrod | Angrod | Angrod | Angrod |        |        | Aegnor | Aegnor | Aegnor | Aegnor | Aegnor | Aegnor |  |  | Galadriel | Galadriel | Galadriel | Galadriel | Galadriel | Galadriel |

### Etimología y otros nombres
Los distintos nombres de Finarfin aparecen también en el ensayo «La marca de Fëanor», donde se recogen todos los nombres de los miembros de la casa real de los Noldor. J. R. R. Tolkien explica en él como los elfos tenían por costumbre dar dos nombres o essi a sus hijos: uno paterno, dado tras el nacimiento, y otro materno, dado tiempo después; de este modo el nombre paterno de Finarfin era Arafinwë, que significa «noble Finwë» en la lengua élfica quenya, pero no se hace mención al materno.

## Historia ficticia
La relación con su medio hermano, Fëanor, nunca fue buena  y empeoró debido a la presencia de Melkor en Eldamar, quien extendió rumores falsos sobre los valar y sobre Fingolfin y sus hijos. Fëanor escuchó que pretendían usurpar el trono de su padre y su mayorazgo, lo que le llevó a amenazar a ambos hermanos con expulsarles de Tirion.
Finwë abandonó Tirion y se fue al destierro junto a su hijo mayor. Cuando su padre fue asesinado por Melkor en compañía de Ungoliant en Formenos, se unió a su hermano Fingolfin, a su medio hermano Fëanor, y a todos los Noldor que decidieron perseguir a Morgoth. Junto a sus hijos, siguió a Fëanor rumbo a la Tierra Media, pero tras la Matanza de Alqualondë y la Maldición de Mandos, Finarfin decidió regresar a Valinor y solicitar el perdón de los Valar, que le fue concedido. Así pasó a gobernar a los Noldor que permanecieron en Aman como Rey Supremo. Sin embargo, los hijos de Finarfin continuaron su viaje a la Tierra Media, a pesar de la traición de Fëanor, que los abandonó en Araman y escapó con sus huestes en los navíos de los Teleri.
| Predecesor: Finwë | Rey Supremo de los Noldor 1495 E.A - ¿? | Sucesor: Ninguno, extinción de los reyes en Aman (Fëanor y sus descendientes en la Tierra Media) |